# Füger-Medaille
Die Füger-Medaille (auch Füger-Preis) ist eine nach Heinrich Friedrich Füger benannte Ehrung, die jährlich von der Akademie der bildenden Künste Wien verliehen wird. Dabei wählt ein Professorenkollegium die besten graphischen Arbeiten aus. Die Medaille wird in Gold und Silber vergeben. Die Dotation war 2016 1000 €, bewerben können sich Studierende der Akademie.

## Liste von Preisträgern der Füger-Medaille in Gold (Auswahl)
- 1836 Friedrich August von Stache[5]
- 1860 August Weber[6]
- 1880 Hans Zatzka[7]
- 1883 Eugen Fassbender[8]
- 1893 Hans Larwin[9]
- 1893 Adolf Simatschek[10]
- 1894 Josef Hoffmann[11]
- 1899 Othmar Ruzicka[12]
- o. J. Ernst Gotthilf[13]
- 1905 Emil Pirchan[14][15]
- 1906 Camillo Fritz Discher[16]
- 1914 Alfons Hetmanek[17]
- 1925 Hans Steineder[18]
- 1929 Cäcilie Danzer[19]
- o. J. Ilse Pompe-Niederführ[20]
- 1961 Peter Proksch[21][22]
- 1952 Wilhelm Holzbauer[23]
- 1954 Hans Hollein[24]
- 1956 Alfred Kornberger[25]
- 1958 Erwin Reiter[26]
- o. J. Dietrich Thiel[27]
- 1962 Bernhard Braumann[28]
- 1965 Wilhelm Gerhards
- 1973 Wolfgang Walkensteiner[29]
- 1980 Éva Bodnár[30]
- 1988 Martin Schnur[31]
- 1993 Plamen Dejanoff
- 1997 Ludwig Drahosch[32]

## Belege
1. 1 2  Füger-Preis (Seite nicht mehr abrufbar, festgestellt im März 2025. Suche in Webarchiven)  Info: Der Link wurde automatisch als defekt markiert. Bitte prüfe den Link gemäß Anleitung und entferne dann diesen Hinweis.  auf der Webseite der Akademie der bildenden Künste, Wien.
2. ↑  Füger Medaille auf der Webseite von Peter Proksch.
3. ↑  Verleihung Füger-Medaillen in Gold und Silber. In: archINFORM; abgerufen am 1. September 2020.
4. ↑  Suchergebnis von Preisträgern der Füger-Medaille in Gold und Silber im Wien Geschichte Wiki der Stadt Wien
5. ↑  F. A. Strache im Az W Architektenlexikon. Abgerufen am 1. September 2020.
6. ↑  August Weber im AZ W Architektenlexikon Wien.
7. ↑  Biografie Hans Zatzka Auktionshaus im Kinsky
8. ↑  Eugen Fassbender im Architektenlexikon. Abgerufen am 27. Mai 2020.
9. ↑  Preisvertheilung an der Akademie der bildenden Künste, Deutsches Volksblatt, 23. Juli 1893, Seite 10, ANNO – AustriaN Newspapers Online.
10. ↑  Kunstchronik, Wochenschrift für Kunst und Kunstgewerbe — N.F. 4.1893, S. 529 (uni-heidelberg.de)
11. ↑  Biografie von J. Hoffman auf jugendstilwien.at. Abgerufen am 2. September 2020.
12. ↑  Biografie von Othmar Ruzicka. Abgerufen am 1. September 2020.
13. ↑  Ernst Gotthilf im AZ W Architektenlexikon Wien.
14. ↑  Biografie  von E. Pirchan. Abgerufen am 1. September 2020.
15. ↑  Eintrag E. Pirchan in Otto Wagner; eine Monographie von Joseph August Lux, Delphin-Verlag, München, 1914.
16. ↑  C. F. Discher im AZ W Architektenlexikon Wien.
17. ↑  A. Hetmanek im AZ W Architektenlexikon Wien.
18. ↑  Hans Steineder im Architektenlexikon. Abgerufen am 27. Mai 2020.
19. ↑  Cäcilie Danzer im Wien Geschichte Wiki der Stadt Wien
20. ↑  biografiA Lexikon österreichischer Frauen, Band 3, Seite 141, P 2573.  Hg. Ilse Korotin, Böhlau Verlag, 2016.
21. ↑  Peter Proksch ist tot. Artikel in Die Presse, 11. Dezember 2012
22. ↑  Biografie von Peter Proksch. Abgerufen am 1. September 2020.
23. ↑  Biografie von Wilhelm Holzbauer auf der Website des Springer Verlages. Abgerufen am 1. September 2020.
24. ↑  Biografie auf der offiziellen Webseite von H. Hollein. Abgerufen am 1. September 2020.
25. ↑  Alfred Kornberger. Abgerufen am 27. Mai 2020.
26. ↑  Biografie auf der offiziellen Webseite von Erwin Reiter. Abgerufen am 1. September 2020.
27. ↑  Eintrag des Kunstpreises an Thiel im Archiv der Universität für angewandte Kunst Wien. Abgerufen am 2. September 2020.
28. ↑  B. Braumann (Seite nicht mehr abrufbar, festgestellt im März 2025. Suche in Webarchiven)  Info: Der Link wurde automatisch als defekt markiert. Bitte prüfe den Link gemäß Anleitung und entferne dann diesen Hinweis. auf der Artothek des Bundes. Abgerufen am 1. September 2020.
29. ↑  Biografie auf der offiziellen Webseite von Wolfgang Walkensteiner. Abgerufen am 1. September 2020.
30. ↑  Biografie von È. Bodnár auf Culturepro.eu
31. ↑  Eintrag des Kunstpreises an Schnur im Archiv der Universität für angewandte Kunst Wien. Abgerufen am 2. September 2020.
32. ↑  Ludwig Drahosch auf der Webseite Kunstgiganten. Abgerufen am 27. Mai 2020.